# Dan (drengenavn)
 For alternative betydninger, se Dan. (Se også artikler, som begynder med Dan)
Dan er et drengenavn, som kan være:
- En nyere form af det oldnordiske navn Danr, "dansk"
- Et hebraisk navn som betyder "han dømte"
- En kort form mandens navn Daniel, som har rødder i det hebraiske navn Daniyel som betyder "Gud er min dommer"

I Bibelen var Dan en af Jakobs tolv sønner.

## Kendte personer med navnet

### Sport
- Dan Anton Johansen, fodboldspiller
- Dan Beck-Hansen, Håndboldspiller
- Dan Beutler, håndboldspiller
- Dan Carpenter, amerikansk fodboldspiller
- Dan Eggen, fodboldspiller
- Dan Engell, atlet
- Dan Engelsted, idrætsmand
- Dan Evensen, kampsportsudøver
- Dan Frost, cykelrytter
- Dan G. Jensen, fodboldspiller
- Dan Gosling, fodboldspiller
- Dan Kreider, fodboldspiller
- Dan Marino, amerikansk fodboldspiller
- Dan Ohland-Andersen, fodboldspiller
- Dan Petersen, fodboldspiller
- Dan Petrescu, fodboldspiller
- Dan Thomassen, fodboldspiller
- Daniel "Dan" Jensen, ishockeyspiller
- Dan Uzan, basketballspiller

### Kunst, musik og scene
- Dan Andersen, Stand-up-komiker
- Dan Andersson, forfatter
- Dan Aykroyd, skuespiller
- Dan Berglund, troubadour
- Dan Bilgrau, digter
- Dan Bittman, sanger
- Dan Brown, forfatter
- Dan Byrd, skuespiller
- Dan Castellaneta, skuespiller
- Dan Constantinescu, komponist
- Dan Dediu, komponist
- Dan Donegan, musiker
- Dan Fogelberg, musiker
- Dan Frøjlund, maler
- Dan George, skuespiller
- Dan H. Andersen , forfatter
- Dan Hartman, musiker
- Dan Hemming (pseudonym for Jon Galster), forfatter
- Dan Mintz, skuespiller
- Dan Mullins, trommeslager
- Dan O'Herlihy, skuespiller
- Dan Schlosser, skuespiller
- Dan Simmons, skuespiller
- Dan Sterup-Hansen, maler
- Dan Turèll, forfatter
  - Dan Turèll Prisen
  - Dan Turèlls Plads
- Dan Zahle, skuespiller

### Andre
- Dan Broström, politiker
- D. B. Cooper, flykaprer
- Dan Dare, fiktiv person
- Dan Enok Sørensen, sprogvidenskabsmand
- Dan Fink, arkitekt
- Dan Fog, boghandler
- Dan Goodwin, stuntman
- Dan Halutz, general
- Dan Jørgensen, politiker
- Dan Lynge, politiagent
- Dan Malloy, politiker
- Dan Marstrand, tv-personlighed
- Dan Quayle, politiker
- Dan Rachlin, tv-personlighed
- Dan Scott, fiktiv person
- Dan Tschernia, tv-personlighed